# Associazione Calcio Como 1944-1945
Questa pagina raccoglie le informazioni riguardanti l'Associazione Calcio Como nelle competizioni non ufficiali della stagione 1944-1945.

## Stagione
Il Torneo Benefico Lombardo fu la manifestazione calcistica più importante che si poté svolgere negli ultimi mesi di guerra. Ebbe inizio il 31 dicembre 1944 e chiuse il girone di andata la domenica precedente la liberazione, mentre il girone di ritorno si disputò fra il 27 maggio e l'8 luglio 1945.
Le dodici squadre partecipanti vennero rinforzate da alcuni calciatori che erano al momento inattivi ed ottenuti da altre società in regime di prestito. Il Torneo Benefico Lombardo è stato un miracolo calcistico e meriterebbe di essere rivalutato sotto il profilo storico.
Il torneo si concluse con la vittoria del Como con 32 punti davanti al Novara con 28 punti: di fatto è il piccolo scudetto vinto dal Como. Era un Como formato da calciatori di primissimo piano arrivati sul Lario per arruolarsi nella polizia locale ed evitare di partire in guerra. Le venti giornate del torneo, undici di andata e nove del ritorno per i ritiri a metà torneo di Varese e Gallaratese, hanno visto schierare dal Como solo quindici giocatori: sugli scudi Giorgio Aebi figlio di Ermanno vecchia gloria dell'Inter e della Nazionale, miglior realizzatore dei lariani con 15 reti, secondo nella classifica dei marcatori solo a Silvio Piola del Novara con 20 reti. Essendo stati sospesi i tesseramenti nelle varie squadre alla fine del 1943, i calciatori, con un nulla osta, potevano accasarsi temporaneamente in prestito altrove. 
Ecco l'elenco dei giocatori del Como per il torneo e le società di appartenenza: del Como c'erano Giorgio Aebi, Francesco Pesenti detto "Tremezzina" perché originario di Tremezzo e Guido Quadri; del Fanfulla Mario Bandirali, Felice Cerri, Elvezio Granata, Ermelindo Lovagnini e Mario Sichel; del Vicenza Giuseppe Romano e Osvaldo Fattori; dell'Ambrosiana-Inter Annibale Frossi; del Mantova Gianmarco Mezzadri; della Lazio Luciano Ramella e del Legnano Massimiliano Zandali.

## Rosa
| N. |                   | Ruolo | Calciatore          |
| -- | ----------------- | ----- | ------------------- |
|    | Italia (bandiera) | A     | Giorgio Aebi        |
|    | Italia (bandiera) | A     | Mario Bandirali     |
|    | Italia (bandiera) | D     | Felice Cerri        |
|    | Italia (bandiera) | A     | Enrico Cerutti      |
|    | Italia (bandiera) | D     | Osvaldo Fattori     |
|    | Italia (bandiera) | A     | Annibale Frossi     |
|    | Italia (bandiera) | C     | Elvezio Granata     |
|    | Italia (bandiera) | D     | Ermelindo Lovagnini |

| N. |                   | Ruolo | Calciatore           |
| -- | ----------------- | ----- | -------------------- |
|    | Italia (bandiera) | C     | Gianmarco Mezzadri   |
|    | Italia (bandiera) | C     | Francesco Pesenti    |
|    | Italia (bandiera) | D     | Guido Quadri         |
|    | Italia (bandiera) | C     | Luciano Ramella      |
|    | Italia (bandiera) | P     | Giuseppe Romano      |
|    | Italia (bandiera) | C     | Mario Sichel         |
|    | Italia (bandiera) | A     | Angelo Solbiati      |
|    | Italia (bandiera) | C     | Massimiliano Zandali |

## Risultati

### Girone di andata
| Arbitro: | Melgari (Milano) |

|                    |           |                      |
| Aebi 56’, 72’, 90’ | Marcatori | 58’ (rig.) B. Arcari |

| Arbitro: | Massironi (Milano) |

|                              |           |                                    |
| Colpo 23’ Demaria 64’ (rig.) | Marcatori | 15’ Quadri 22’ Pesenti 29’ Granata |